# Togaviridae
Родина Togaviridae (від лат. toga — плащ) включає велику групу вірусів, що вражають хребетних та багатьох представників членистоногих. Серед них є чимало збудників, що належать до арбовірусів та є надзвичайно небезпечними для людини.
Родина тогавірусів включає два роди: рід Alphavirus та рід Rubivirus.
Рід альфавірусів включає збудники арбовірусної групи А (27), зокрема віруси західного, східного і венесуельського енцефалітів коней, а також вірус синдбіс, віруси лісу Сем лики, Гета, Чикунгунья та ін. До роду рубівірусів належить поки-що лише один представник — збудник червоної висипки (людини).